# 郑码
鄭碼，又稱「字根通用码」，是由中國文字學家、《英華大詞典》主編鄭易里經過對漢字的研究所發想，後經其女兒鄭瓏所完成的一種字形输入法。
鄭碼曾是微軟Windows 95的預裝中文輸入法，在後續的視窗作業系統亦有安裝。Windows 8之後就不再預裝。

## 歷史
1989 年，取得中、美、英国专利。中国专利号89108851.2，專利名為《字根編碼輸入法及其設備》。
1995年10月，美國微軟公司正式把《鄭碼》裝入Windows 95 中文版。
2007年4月18日，中易中標電子信息有限公司控告微軟侵權。2007年4月，中易公司認為授權微軟Windows 95使用鄭碼輸入法和中易字庫，而微軟公司在Windows 98/2000/XP/2003使用是未經授權，因而起訴。 

## 取碼方法

### 最碼概要

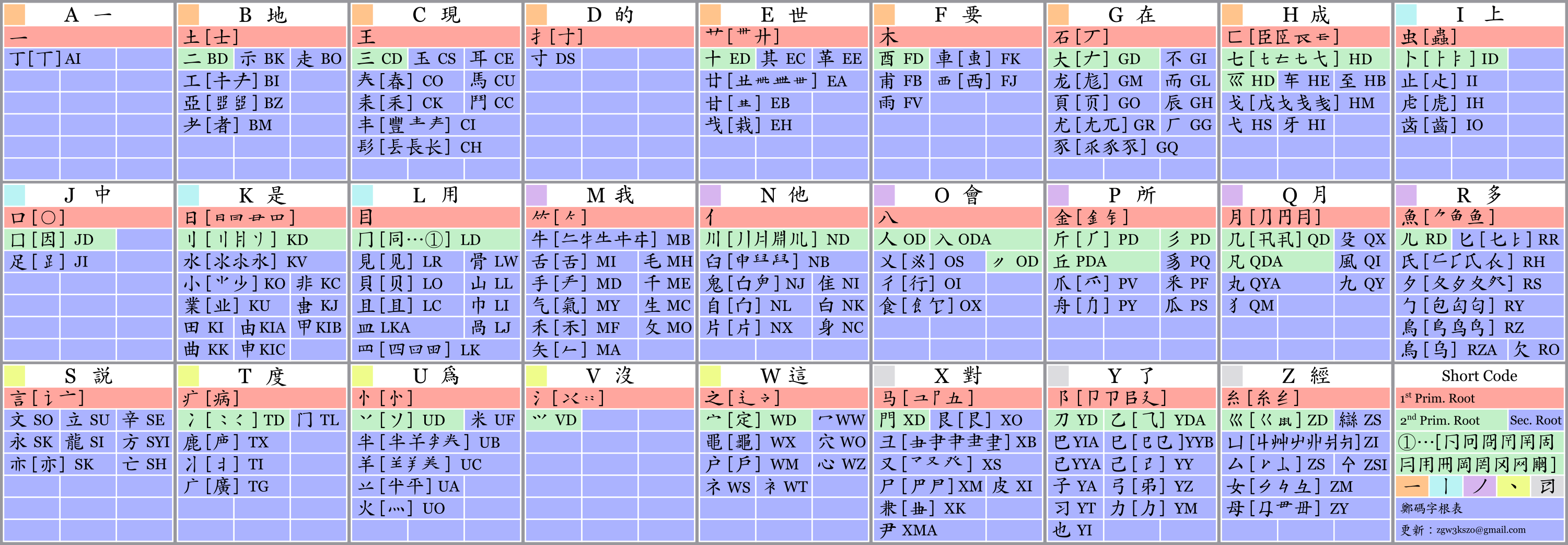
鄭碼輸入法

- 鄭碼定義了一些字根，及其編碼。與其他輸入法不同的是，鄭碼為字根的編碼，是雙碼，分為主碼、副碼。
- 每個漢字在取碼時，會根據其字形分解成數個字根，再根據字根數量，決定要使用哪些字根及其主碼或全部碼。